# داربارود
داربارود، روستایی است از توابع بخش مرکزی شهرستان ارومیه و در شهرستان ارومیه استان آذربایجان غربی ایران. زبان بیشتر مردم ترکی و مسلمان شیعه هستند 

## جمعیت
این روستا در دهستان ترکمان قرار داشته و بر اساس سرشماری سال ۱۳۸۵ جمعیت آن ۴۷۶ نفر (۱۲۶ خانوار)
بوده‌است.